# Гаплогруппа J1c5a (мтДНК)
Гаплогруппа J1c5a — гаплогруппа митохондриальной ДНК человека.

## Субклады
- J1c5a-a
  - J1c5a1
  - J1c5a-a1
  - J1c5a-a2
  -  J1c5a-a3

## Палеогенетика

### Бронзовый век
Синташтинская культура
- I1029 | 1008, kurgan 2, burial 8, skeleton 2 __ Каменный Амбар 5 __ Карталинский район, Челябинская область, Россия __ 1973-1772 calBCE (3549±29 BP, OxA-12531) __ Ж __ J1c5a.[1]

Андроновская культура
- I4774 | KZ-AKT-008, Object 7, Kurgan 4 __ Aktogai __ Актогай (Восточно-Казахстанская область), Казахстан __ 1615-1509 calBCE (3285±20 BP, PSUAMS-2608) __ М __ R1a1a1b > R-S23592 # J1c5a.[1]

### Железный век
Усуни
- DA223 __ Turgen 2 burial site __ Карасайский район, Алматинская область, Казахстан __ 414-211 calBCE (2310±31 BP, UBA-33604) __ М __ R1 > R-Y41571 # J1c5a > J1c5a-a3*.[2]

### Средние века
Оногуры
- DA142 | Nomad13 __ мог. Камышевахский Х (курган 2, п. 2) __ Аксайский район, Ростовская область, Россия __ VII–X вв. __ М __ R1a > R-Y52 # J1c5a1 > J1c5a1b.[2]

Викинги
- als015 __ Alsike (grave III) __ Старая Уппсала, Уппсала (лен), Швеция __ 800–900 CE __ М __ I1 # J1c5a > J1c5a-a.[3]
- VK284 | Denmark_Grydehoj A2058 __ Trekroner-Grydehøj __ Роскилле, Зеландия (регион), Дания __ 9-11th centuries CE __ Ж __ J1c5a1.[4]

## Публикации
2018
- Damgaard PB, Marchi N, Rasmussen S; et al. (Май 2018). 137 ancient human genomes from across the Eurasian steppes. Nature. 557 (7705): 369–374. doi:10.1038/s41586-018-0094-2. PMID 29743675. {{cite journal}}: Явное указание et al. в: |author= (справка)Википедия:Обслуживание CS1 (множественные имена: authors list) (ссылка)

2019
- Narasimhan V., Patterson N., Moorjani P; et al. (Сентябрь 2019). The formation of human populations in South and Central Asia. Science. 365 (6457). doi:10.1126/science.aat7487. PMC 6822619. PMID 31488661. {{cite journal}}: Явное указание et al. в: |author= (справка)Википедия:Обслуживание CS1 (множественные имена: authors list) (ссылка)

2020
- Margaryan A, Lawson DJ, Sikora M; et al. (Сентябрь 2020). Population genomics of the Viking world. Nature. 585 (7825): 390–396. doi:10.1038/s41586-020-2688-8. PMID 32939067. {{cite journal}}: Явное указание et al. в: |author= (справка)Википедия:Обслуживание CS1 (множественные имена: authors list) (ссылка)

2023
- Rodríguez-Varela R, Moore KHS, Ebenesersdóttir SS; et al. (Январь 2023). The genetic history of Scandinavia from the Roman Iron Age to the present. Cell. 186 (1): 32-46.e19. doi:10.1016/j.cell.2022.11.024. PMID 36608656. {{cite journal}}: Явное указание et al. в: |author= (справка)Википедия:Обслуживание CS1 (множественные имена: authors list) (ссылка)